# رامیل
رامیل (انگلیسی: Ramil'؛ زادهٔ ۱ فوریهٔ ۲۰۰۰) خواننده-ترانه‌پرداز اهل روسیه است. وی از سال ۲۰۱۸ میلادی تاکنون مشغول فعالیت بوده‌است.